# 竹内千尋 (モデル)
竹内 千尋（たけうち ちひろ、1991年5月14日 - ）は、日本の女優、タレント。東京都出身。
かつてスターダストプロモーション所属していた。

## 来歴
- 2004年『ピュア☆ピュア Vol.22（Jr.アイドル名鑑）』に掲載。
- 2003年8月号「なかよし」モデル準グランプリ。

## 出演

### テレビ番組
- ショートフィルム道 東京少女 第6話「TOKYOかしましガールズ」（2006年9月3日・BS-i（TBSチャンネルでも放送有り）） - 美砂 役